# Supercopa de Chile 2023
La Supercopa de Chile 2023 fue la 11.º edición de la Supercopa de Chile, competición que se disputó entre los campeones de la Primera División del año 2022 y de la Copa Chile 2022, correspondiente a la temporada 2022.

## Participantes
Los equipos participantes fueron los equipos que se coronaron campeones del Campeonato Nacional de Primera División y de la Copa Chile de la temporada 2022, respectivamente. Ambos campeones se enfrentaron a partido único.
| Colo-Colo  | Campeón de Primera División 2022 |
| Magallanes | Campeón de Copa Chile 2022       |

## Partido
| 1    | Guardameta     | Brayan Cortés      |     |
| 13   | Defensa        | Bruno Gutiérrez    |     |
| 37   | Defensa        | Maximiliano Falcón |     |
| 23   | Defensa        | Ramiro González    |     |
| 21   | Defensa        | Erick Wiemberg     |     |
| 6    | Centrocampista | César Fuentes      | 72' |
| 5    | Centrocampista | Leonardo Gil       |     |
| 8    | Centrocampista | Esteban Pavez      |     |
| 10   | Delantero      | Marco Rojas        | 46' |
| 11   | Delantero      | Marcos Bolados     |     |
| 18   | Delantero      | Agustín Bouzat     | 72' |
| D.T. | D.T.           | Gustavo Quinteros  |     |

| 1    | Guardameta     | Gastón Rodríguez |     |
| 20   | Defensa        | Marcelo Filla    |     |
| 19   | Defensa        | Iván Vásquez     | 34' |
| 2    | Defensa        | Fernando Piñero  |     |
| 14   | Defensa        | Felipe Espinoza  |     |
| 10   | Centrocampista | Tomás Aránguiz   |     |
| 27   | Centrocampista | Alfred Canales   | 79' |
| 13   | Centrocampista | César Cortés     |     |
| 22   | Delantero      | Thomas Jones     | 65' |
| 17   | Delantero      | Felipe Flores    | 79' |
| 8    | Delantero      | Manuel Vicuña    | 79' |
| D.T. | D.T.           | Nicolás Núñez    |     |

| 22 | Delantero | Leandro Benegas | 46' |  |
| 24 | Delantero | Jordhy Thompson | 72' |  |
| 26 | Delantero | Matías Moya     | 72' |  |
|    |           |                 |     |  |
|    |           |                 |     |  |

| 3  | Defensa        | Albert Acevedo    | 34' |  |
| 11 | Delantero      | Yorman Zapata     | 65' |  |
| 6  | Centrocampista | Javier Quiroz     | 79' |  |
| 21 | Centrocampista | Carlos Villanueva | 79' |  |
| 7  | Delantero      | Julián Alfaro     | 79' |  |

| Anotado | 22' | Marcos Bolados | 1-0 |

| Anotado | 26' | Felipe Flores | 1–1 |

|                    |                  |     |                  |                   |
| Esteban Pavez      | Fallo de penal   | 0:0 |                  |                   |
|                    |                  | 0:1 | Acierto de penal | César Cortés      |
| Leandro Benegas    | Acierto de penal | 1:1 |                  |                   |
|                    |                  | 1:2 | Acierto de penal | Carlos Villanueva |
| Erick Wiemberg     | Acierto de penal | 2:2 |                  |                   |
|                    |                  | 2:2 | Fallo de penal   | Felipe Espinoza   |
| Jordhy Thompson    | Acierto de penal | 3:2 |                  |                   |
|                    |                  | 3:3 | Acierto de penal | Albert Acevedo    |
| Maximiliano Falcón | Fallo de penal   | 3:3 |                  |                   |
|                    |                  | 3:4 | Acierto de penal | Tomás Aránguiz    |

| Amonestado | 28' | Maximiliano Falcón |
| Amonestado | 59' | Ramiro González    |
| Amonestado | 71' | Brayan Cortés      |

| Amonestado | 28' | Felipe Flores     |
| Amonestado | 88' | Carlos Villanueva |

| Otorgado · Otorgado otra vez · Expulsado | 90+1 | Leonardo Gil |

| Árbitro             | Fernando Véjar   |
| Árbitros asistentes | Carlos Poblete   |
| Árbitros asistentes | Claudio Urrutia  |
| Cuarto árbitro      | José Cabero      |
| VAR                 | Benjamín Saravia |
| AVAR                | Héctor Jona      |
| AVAR                | Leslie Vásquez   |

| 1    | Guardameta     | Brayan Cortés      |     |
| 13   | Defensa        | Bruno Gutiérrez    |     |
| 37   | Defensa        | Maximiliano Falcón |     |
| 23   | Defensa        | Ramiro González    |     |
| 21   | Defensa        | Erick Wiemberg     |     |
| 6    | Centrocampista | César Fuentes      | 72' |
| 5    | Centrocampista | Leonardo Gil       |     |
| 8    | Centrocampista | Esteban Pavez      |     |
| 10   | Delantero      | Marco Rojas        | 46' |
| 11   | Delantero      | Marcos Bolados     |     |
| 18   | Delantero      | Agustín Bouzat     | 72' |
| D.T. | D.T.           | Gustavo Quinteros  |     |

| 1    | Guardameta     | Gastón Rodríguez |     |
| 20   | Defensa        | Marcelo Filla    |     |
| 19   | Defensa        | Iván Vásquez     | 34' |
| 2    | Defensa        | Fernando Piñero  |     |
| 14   | Defensa        | Felipe Espinoza  |     |
| 10   | Centrocampista | Tomás Aránguiz   |     |
| 27   | Centrocampista | Alfred Canales   | 79' |
| 13   | Centrocampista | César Cortés     |     |
| 22   | Delantero      | Thomas Jones     | 65' |
| 17   | Delantero      | Felipe Flores    | 79' |
| 8    | Delantero      | Manuel Vicuña    | 79' |
| D.T. | D.T.           | Nicolás Núñez    |     |

| 22 | Delantero | Leandro Benegas | 46' |  |
| 24 | Delantero | Jordhy Thompson | 72' |  |
| 26 | Delantero | Matías Moya     | 72' |  |
|    |           |                 |     |  |
|    |           |                 |     |  |

| 3  | Defensa        | Albert Acevedo    | 34' |  |
| 11 | Delantero      | Yorman Zapata     | 65' |  |
| 6  | Centrocampista | Javier Quiroz     | 79' |  |
| 21 | Centrocampista | Carlos Villanueva | 79' |  |
| 7  | Delantero      | Julián Alfaro     | 79' |  |

| Anotado | 22' | Marcos Bolados | 1-0 |

| Anotado | 26' | Felipe Flores | 1–1 |

|                    |                  |     |                  |                   |
| Esteban Pavez      | Fallo de penal   | 0:0 |                  |                   |
|                    |                  | 0:1 | Acierto de penal | César Cortés      |
| Leandro Benegas    | Acierto de penal | 1:1 |                  |                   |
|                    |                  | 1:2 | Acierto de penal | Carlos Villanueva |
| Erick Wiemberg     | Acierto de penal | 2:2 |                  |                   |
|                    |                  | 2:2 | Fallo de penal   | Felipe Espinoza   |
| Jordhy Thompson    | Acierto de penal | 3:2 |                  |                   |
|                    |                  | 3:3 | Acierto de penal | Albert Acevedo    |
| Maximiliano Falcón | Fallo de penal   | 3:3 |                  |                   |
|                    |                  | 3:4 | Acierto de penal | Tomás Aránguiz    |

| Amonestado | 28' | Maximiliano Falcón |
| Amonestado | 59' | Ramiro González    |
| Amonestado | 71' | Brayan Cortés      |

| Amonestado | 28' | Felipe Flores     |
| Amonestado | 88' | Carlos Villanueva |

| Otorgado · Otorgado otra vez · Expulsado | 90+1 | Leonardo Gil |

| Árbitro             | Fernando Véjar   |
| Árbitros asistentes | Carlos Poblete   |
| Árbitros asistentes | Claudio Urrutia  |
| Cuarto árbitro      | José Cabero      |
| VAR                 | Benjamín Saravia |
| AVAR                | Héctor Jona      |
| AVAR                | Leslie Vásquez   |

## Campeón
|                        |
| Magallanes 1.er título |